# Кривбас-2
Футбольний клуб «Кривбас-2» — український футбольний клуб з міста Кривого Рогу Дніпропетровської області. Фарм-клуб криворізького «Кривбасу»

## Всі сезони в незалежній Україні
| Сезон   | Чемпіонат     | Чемпіонат | Чемпіонат | Чемпіонат | Чемпіонат | Чемпіонат | Чемпіонат | Чемпіонат | Кубок           | Кубок | Кубок | Кубок | Кубок | Кубок | Кубок | Примітка                                            |
| Сезон   | Ліга          | Місце     | І         | В         | Н         | П         | М         | О         | Етап            | І     | В     | Н     | П     | М     | О     | Примітка                                            |
| ------- | ------------- | --------- | --------- | --------- | --------- | --------- | --------- | --------- | --------------- | ----- | ----- | ----- | ----- | ----- | ----- | --------------------------------------------------- |
| 1997/98 | —             | —         | —         | —         | —         | —         | —         | —         | Попередній етап | 1     | 0     | 0     | 1     | 1−2   | 0     |                                                     |
| 1998/99 | Друга Група Б | 3 з 16    | 26        | 17        | 4         | 5         | 46−16     | 55        | —               | —     | —     | —     | —     | —     | —     |                                                     |
| 1999/00 | Друга Група Б | 3 з 14    | 26        | 16        | 3         | 7         | 55−28     | 51        | —               | —     | —     | —     | —     | —     | —     |                                                     |
| 2000/01 | Друга Група Б | 15 з 15   | 28        | 6         | 3         | 19        | 28−20     | 21        | —               | —     | —     | —     | —     | —     | —     |                                                     |
| 2003/04 | Друга Група Б | 12 з 16   | 30        | 10        | 6         | 14        | 33−44     | 36        | —               | —     | —     | —     | —     | —     | —     | Відмова від участі в чемпіонаті з наступного сезону |
| 2005/06 | Друга Група Б | 5 з 15    | 28        | 11        | 6         | 11        | 45−43     | 39        | —               | —     | —     | —     | —     | —     | —     | Знявся із змагань до початку наступного чемпіонату. |
| Всього  | Друга         | 5 сезонів | 138       | 60        | 22        | 56        | 207−151   | 142       | >1 сезон        | 1     | 0     | 0     | 1     | 1−2   | 0     |                                                     |